# Pierre de Rosette
La pierre de Rosette est un fragment de stèle gravée de l'Égypte antique portant trois versions d'un même texte qui a permis le déchiffrement des hiéroglyphes au XIXe siècle. L'inscription qu'elle comporte est un décret promulgué à Memphis par le pharaon Ptolémée V en 196 av. J.-C. Le décret est écrit en deux langues (égyptien ancien et grec ancien) et trois écritures : égyptien en hiéroglyphes, égyptien démotique et alphabet grec. La pierre a pour dimensions 112,3 × 75,7 × 28,4 cm d'épaisseur. La stèle est en granodiorite, une roche fréquemment confondue avec le basalte ou le granite.
Exposée à l'origine dans un temple, la stèle est probablement déplacée au début de l'ère chrétienne ou durant le Moyen Âge, et par la suite utilisée comme matériau de construction pour des fortifications dans la ville de Rosette, dans le delta du Nil, sur un fort rebaptisé Fort Jullien par Bonaparte en souvenir de son aide de camp Thomas Prosper Jullien mort durant la campagne d'Égypte,. Elle est redécouverte, dans ce fort, le 15 juillet 1799 par le lieutenant Pierre-François-Xavier Bouchard, lors de la campagne d'Égypte de Bonaparte. Porteuse du premier texte égyptien bilingue connu, la pierre de Rosette éveille rapidement l'intérêt du public en raison de son potentiel pour la traduction des langues de l'Égypte antique jusque-là indéchiffrées. C’est à l’adjudant-général Jullien, frère de l'aide de camp de Bonaparte et commandant de la ville, que Bouchard annonce en premier, en juillet 1799, sa découverte de la pierre de Rosette et c’est lui, en tant que commandant de Rosette, qui l’adresse à l’Institut d'Égypte au Caire. Des copies et moulages circulent parmi les musées et les savants européens. Pendant ce temps, Bonaparte est défait en Égypte et la pierre originale devient une possession britannique en 1801. Transportée à Londres et exposée au British Museum dès 1802, elle est l'un des objets phares de ce musée.
La première traduction du texte en grec est réalisée dès 1803. Il faut cependant attendre près de vingt ans avant que le déchiffrement des hiéroglyphes ne soit annoncé par Jean-François Champollion, à Paris, en 1822, et plus encore avant que les érudits ne soient capables de lire les inscriptions égyptiennes antiques avec assurance. Les principales étapes de déchiffrement ont été :
- la reconnaissance que la pierre comporte trois versions du même texte (en 1799) ;
- le fait que le texte en démotique retranscrit phonétiquement des noms étrangers (1802) et que le texte en hiéroglyphes fait de même et comporte d'importantes ressemblances avec le démotique (Thomas Young, 1802) ;
- la compréhension que le texte en hiéroglyphes utilise des caractères phonétiques également pour écrire des mots égyptiens (Champollion, 1822-1824).

Depuis sa redécouverte, la pierre de Rosette est l'objet de nombreuses rivalités nationales, dont le changement de propriété de la France à l'Angleterre durant les guerres napoléoniennes, de longues polémiques sur les apports respectifs de Young et Champollion à son déchiffrement, auxquelles il faut ajouter, depuis 2003, la demande par l'Égypte d'un retour à son pays d'origine.
Deux autres exemplaires fragmentaires du même décret sont découverts plus tard, ainsi que plusieurs textes égyptiens bilingues ou trilingues, dont deux décrets ptolémaïques légèrement plus anciens (le décret de Canope et le décret de Memphis). Ainsi, la pierre de Rosette n'est plus une pièce unique, mais son rôle a été essentiel dans la compréhension moderne de la littérature de l'Égypte antique et, plus généralement, de sa civilisation.

## Description

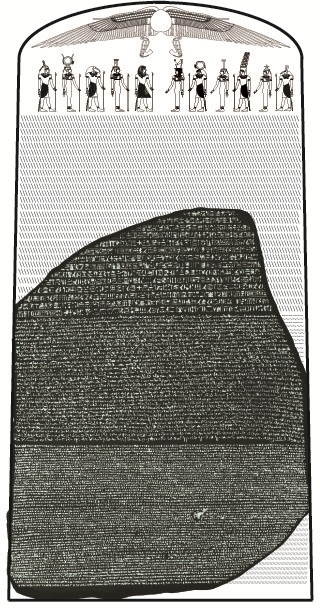
Une reconstitution possible de la stèle originelle.

### La pierre de Rosette
La pierre de Rosette est décrite comme « une pierre de granite noir, portant trois inscriptions… trouvée à Rosette » (al Rachid') dans un catalogue des artéfacts découverts par l'expédition française et cédés aux troupes britanniques en 1801. Quelque temps après son arrivée à Londres, les inscriptions sont frottées de craie blanche pour les rendre plus lisibles, le reste de la surface étant enduit de cire de carnauba afin de la protéger des doigts des visiteurs. Ceci donne une couleur noire à la pierre, ce qui a conduit à l'identifier — à tort — à du basalte. Ces ajouts sont retirés en 1999, ce qui révèle la teinte gris sombre originelle de la roche, l'éclat de sa structure cristalline et les veines roses traversant le coin supérieur droit. La pierre de Rosette montre une forte ressemblance avec des échantillons de granodiorite issus d'une carrière de Gebel Tingar sur la rive gauche du Nil, à l'ouest d'Éléphantine, dans la région d'Assouan, qui font partie de la collection Klemm : le veinage rose est typique de la granodiorite de cette région.
La pierre de Rosette mesure 112,3 cm de haut, 75,7 cm de large et 28,4 cm d'épaisseur. Elle pèse environ 760 kg. Elle porte trois inscriptions : en haut, en hiéroglyphes égyptiens ; au centre, en écriture démotique ; en bas, en grec ancien. La face avant est polie et les inscriptions sont légèrement incisées. Les côtés de la pierre sont lissés et l'arrière n'est que grossièrement travaillé, probablement car il n'était pas destiné à être visible,.

### La stèle initiale
La pierre de Rosette est un fragment de stèle. Aucun autre fragment de cette stèle n'a été découvert au cours des fouilles menées sur le site de Rosette. Aucun des trois textes n'est complet. Celui du haut est le plus endommagé : seules les quatorze dernières lignes sont visibles, toutes interrompues sur la droite et, pour douze d'entre elles, sur la gauche. Le texte central en démotique est le mieux conservé : il est constitué de trente-deux lignes, dont les quatorze premières sont légèrement endommagées sur le côté droit. Le dernier texte en grec contient cinquante-quatre lignes, les vingt-sept premières étant complètes. Les autres sont de plus en plus fragmentaires à cause d'une cassure en diagonale dans le coin inférieur droit de la pierre.
Il est possible d'estimer la longueur totale du texte et les dimensions originelles de la stèle par comparaison avec des stèles analogues, y compris des copies, qui ont été conservées. Le décret de Canope, légèrement plus ancien, édicté en 238 av. J.-C. sous le règne de Ptolémée III, est haut de 219 cm, large de 82 cm et contient trente-six lignes de texte en hiéroglyphe, soixante-treize en démotique et soixante-quatorze en grec. Les textes sont de longueurs similaires. Par comparaison, il est possible d'estimer que quatorze ou quinze lignes de hiéroglyphes, pour une hauteur de 30 cm, sont manquantes en haut de la pierre. En plus des inscriptions, le haut de la stèle montrait certainement le roi accompagné de dieux, surmontés d'un disque ailé, comme sur la stèle de Canope. Ces points communs, auxquels il faut ajouter un signe signifiant « stèle » sur la pierre même (le hiéroglyphe O26 selon la classification de Gardiner), suggèrent que le sommet était arrondi,. La hauteur initiale de la stèle est estimée à environ 149 cm.

## Décret de Memphis et son contexte

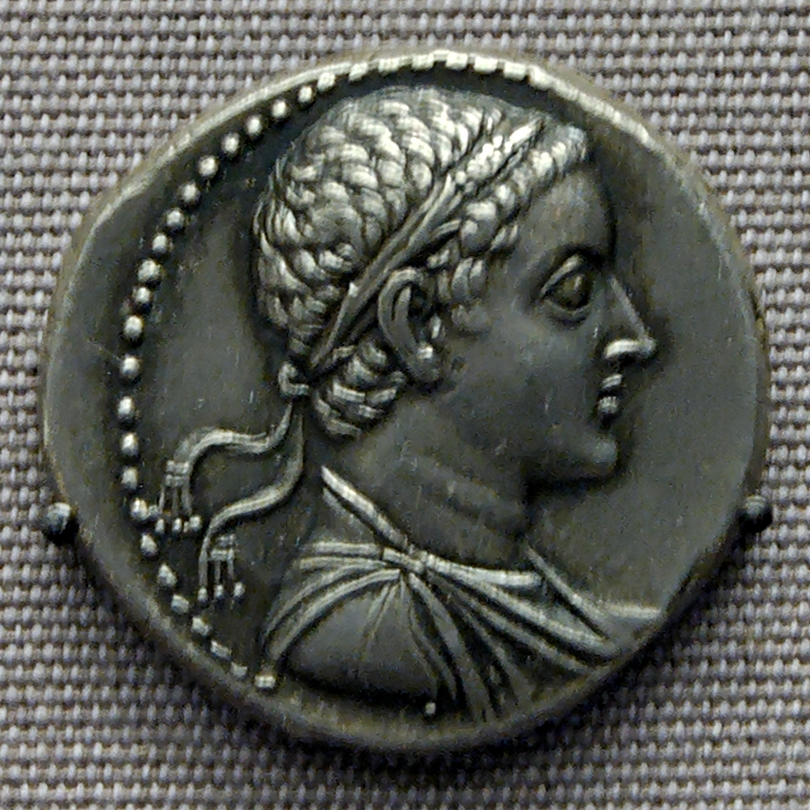
Tétradrachme représentant Ptolémée V.

La stèle est érigée après le couronnement du roi Ptolémée V et est gravée d'un décret qui établit le culte divin du nouveau monarque. Le décret est édicté par un congrès de prêtres rassemblé à Memphis. La date donnée est le 4 Xandicus dans le calendrier macédonien et 18 Méchir du calendrier égyptien, ce qui correspond au 27 mars 196 av. J.-C. Cette année est indiquée comme étant la neuvième du règne de Ptolémée V, ce qui est confirmé par la mention de quatre prêtres qui ont officié cette année-là. Aëtus, fils d'Aëtus (en), est prêtre des cultes divins d'Alexandre le Grand et des cinq Ptolémées jusqu'à Ptolémée V. Ses trois collègues mentionnés dans l'inscription ont mené les cultes de Bérénice II (épouse de Ptolémée III), d'Arsinoé II (épouse et sœur de Ptolémée II) et d'Arsinoé III, mère de Ptolémée V. Toutefois, une autre date est donnée dans les textes en grec et en hiéroglyphes, qui correspond au 27 mars 197, anniversaire officiel du couronnement de Ptolémée. L'inscription en démotique entre en contradiction avec cette date. Bien que la cause de ces anomalies ne soit pas établie, il est certain que le décret fut publié en 196 et destiné à rétablir le pouvoir des Ptolémées sur l'Égypte.
Le décret est publié durant une période de troubles pour l'Égypte. Ptolémée V, fils de Ptolémée IV et de sa sœur Arsinoé III, accède au pouvoir en 204, à l'âge de cinq ans, après la mort soudaine de ses deux parents qui, selon les sources de l'époque, sont assassinés à la suite d'un complot mené par Agathocléa, maîtresse de Ptolémée IV. Les conspirateurs gouvernent l'Égypte en tant que tuteurs de Ptolémée V, jusqu'à ce que, deux ans plus tard, une révolte menée par le général Tlépomus éclate et qu'Agathocléa et sa famille soient lynchées par la foule à Alexandrie. Tlépomus devient régent et est à son tour remplacé en 201 par Aristomène d'Alyzie, qui est premier ministre à l'époque du décret.
Les puissances étrangères profitent des dissensions internes à l'Égypte. Antiochos III et Philippe V (roi de Macédoine) s'allient pour se partager les possessions égyptiennes outremer. Philippe s'empare de plusieurs îles et cités en Carie (en Asie Mineure) et en Thrace. La bataille de Panion, en 200, permet à Antiochos de s'approprier la Cœlé-Syrie, y compris la Judée. Pendant ce temps, dans le sud de l'Égypte, une révolte dure depuis le règne de Ptolémée IV. Ces guerres étrangères et la révolte interne perdurent lorsque Ptolémée V, âgé de douze ans et après sept ans de règne, est officiellement couronné et le décret de Memphis publié.

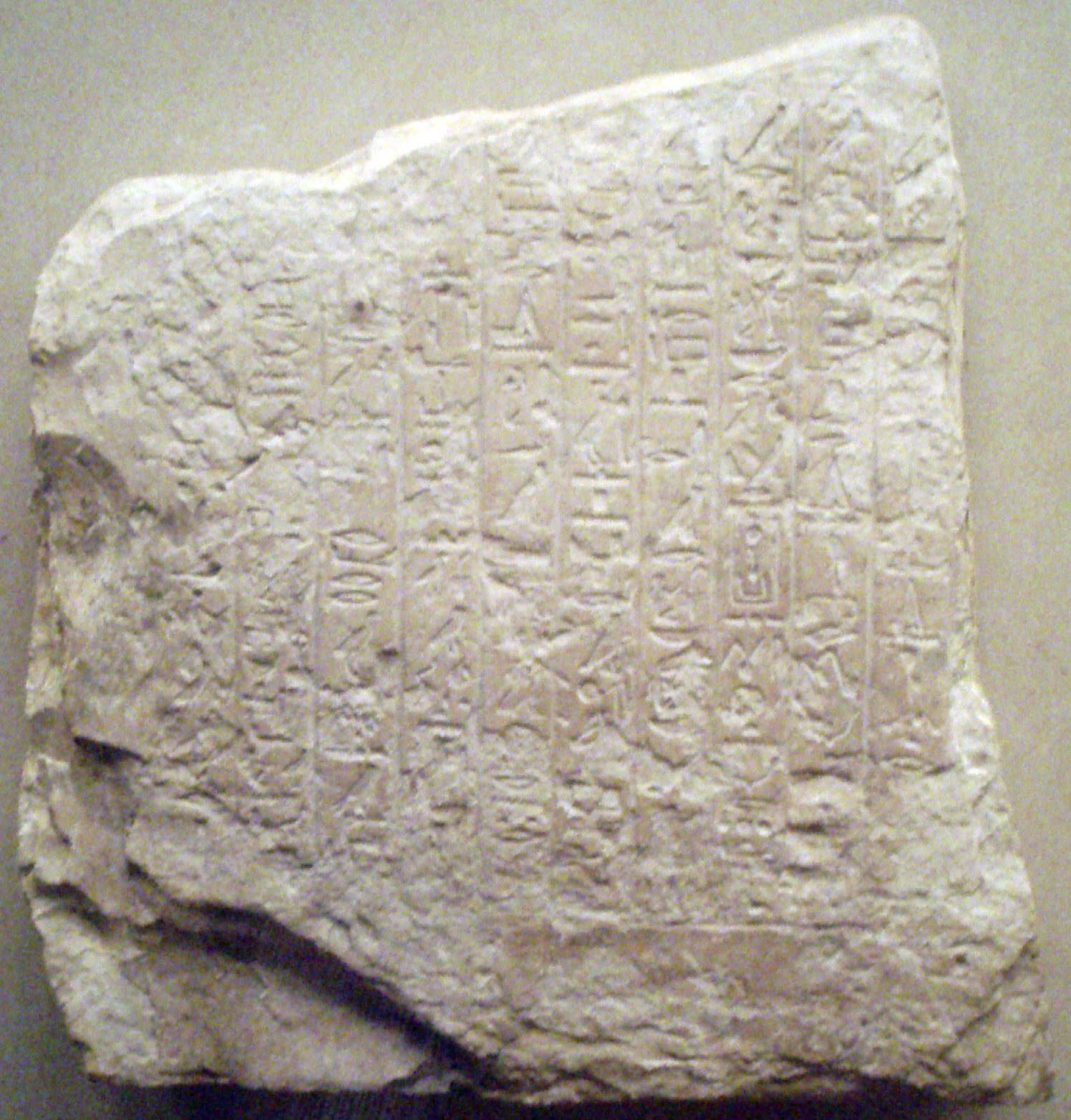
Un autre exemple de stèle de donation par laquelle le roi Pépi II accorde l'exemption de taxes aux prêtres du dieu Min.

La pierre de Rosette est un exemple tardif d'une classe de stèles de donation qui présente les exonérations fiscales accordées par le monarque régnant à des prêtres. Les pharaons ont érigé ces stèles depuis deux mille ans, les exemples les plus anciens datant de l'Ancien Empire. Au début, ces décrets étaient publiés par le roi lui-même, mais le décret de Memphis est délivré par des prêtres, garants de la culture traditionnelle égyptienne. Ce décret annonce que Ptolémée V a fait don d'argent et de grain aux temples égyptiens et que, lors de la huitième année de son règne, il a endigué une crue du Nil particulièrement importante afin d'aider les agriculteurs. En remerciement, les prêtres s'engagent à ce que l'anniversaire du roi et celui de son couronnement soient célébrés chaque année et à ce que Ptolémée soit vénéré comme un dieu. La partie grecque de la pierre de Rosette commence ainsi : Βασιλεύοντος τοῦ νέου καὶ παραλαβόντος τὴν βασιλείαν παρὰ τοῦ πατρός… (Basileuontos tou neou kai paralabontos tèn basileian para tou patros… ; « Le nouveau roi, ayant reçu le royaume de son père… »). Le décret se termine par l'instruction selon laquelle une copie, écrite dans trois langages : la « langue des dieux » (hiéroglyphes), la « langue des documents » (démotique) et la « langue des Grecs », devra être placée dans chaque temple,.
Pour les Ptolémées, il est essentiel d'obtenir le soutien du clergé pour pouvoir gouverner le peuple. Les grands prêtres de Memphis, où le roi est couronné, sont très importants car ils forment la plus haute autorité religieuse de l'époque et ont une forte influence sur tout le royaume. Le fait que le décret soit publié à Memphis, ancienne capitale de l'Égypte, plutôt qu'à Alexandrie, siège effectif du gouvernement des Ptolémées, montre que le jeune roi est soucieux de s'attirer leur soutien actif. C'est pourquoi, malgré le fait que les gouvernants de l'Égypte parlent grec depuis la conquête par Alexandre le Grand, le décret de Memphis, comme les précédents décrets ptolémaïques, incluent des textes en égyptien pour montrer au peuple sa pertinence, par le truchement des prêtres.
La stèle n'est probablement pas originaire de Rosette où elle a été trouvée, mais plutôt d'un temple situé plus à l'intérieur des terres, peut-être dans la ville royale de Saïs. Le temple dont elle provient a probablement été fermé en 392 quand l'empereur romain d'Orient Théodose Ier a ordonné de fermer tous les temples non chrétiens. À une époque inconnue, la stèle est brisée, le plus grand fragment devenant ce qui est appelé depuis le XIXe siècle la pierre de Rosette. Les temples égyptiens antiques ont été utilisés comme carrières, leurs pierres étant récupérées pour construire de nouveaux bâtiments. La pierre de Rosette est incorporée aux fondations d'une forteresse par le sultan mamelouk Qait Bay, au cours du XVe siècle, pour défendre un bras du delta du Nil. C'est dans ces fortifications qu'elle est retrouvée en 1799.
Deux autres exemplaires du décret de Memphis ont été retrouvés depuis la découverte de la pierre de Rosette : la stèle de Nubayrah et une inscription dans le temple de Philæ. Contrairement à la pierre de Rosette, leurs inscriptions hiéroglyphiques sont relativement intactes et, bien que les inscriptions de la pierre de Rosette aient été déchiffrées longtemps avant leur découverte, elles ont permis aux égyptologues de préciser les conjectures sur les parties manquantes de la pierre de Rosette.

## Redécouverte: une pierre «française»

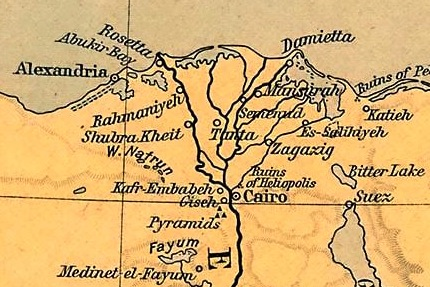
Le delta du Nil en 1798-1799.

La Révolution française éclate en 1789, inspirée par la philosophie des Lumières. La monarchie est renversée, les universités et les grandes écoles sont supprimées ainsi que les académies, les anciennes institutions sont bouleversées, puis de nouvelles sont créées (dont l'École polytechnique en 1794), le roi Louis XVI exécuté. Les révolutionnaires déclarent la guerre à l'Autriche et envahissent les Pays-Bas, provoquant les monarchies européennes à se liguer contre la nouvelle République proclamée en 1792. Cette première coalition est vaincue après la campagne d'Italie menée par le général Bonaparte, en 1797. Mais le Royaume-Uni ne signe pas de traité de paix avec la France tant que celle-ci tient le port d'Anvers. Plutôt que d'affronter directement les Anglais, les Français décident d'attaquer les lignes commerciales anglaises : en mai 1798 commence la campagne d'Égypte. L'armée française, menée par Bonaparte, envahit l'Égypte. Elle est accompagnée de la Commission des sciences et des arts, un corps de « 167 savants » (ingénieurs, scientifiques) destiné à étudier la brillante civilisation égyptienne.
Le 1er août 1798, la flotte anglaise détruit son homologue française à Aboukir, les Français sont prisonniers de leur conquête.
En 1799, l'armée ottomane, alliée de l'Angleterre, débarque à Aboukir. Rosette est une ville qui se trouve à l'extrême est de la baie d'Aboukir, sur le Nil, à quelques kilomètres de la mer Méditerranée. Entre Rosette et la mer se trouve un fort en ruines du XVe siècle qui permet de contrôler le Nil. Les troupes françaises, sous le commandement du colonel d'Hautpoul, renforcent en urgence les défenses de ce Fort Jullien, nom donné en souvenir de l'aide de camp de Bonaparte Thomas Prosper Jullien, mort durant la campagne,. Pendant les travaux, le lieutenant Pierre-François-Xavier Bouchard, polytechnicien et membre de la Commission des sciences et des arts, remarque une dalle comportant des inscriptions. Les Français peuvent lire la dernière phrase du texte grec et comprennent immédiatement que la stèle peut être importante pour la science. La ville est alors sous le commandement de l'adjudant-général Louis Jullien et c'est à lui que Bouchard et d'Hautpoul se confient en premier lieu sur leur découverte, qui en informe ensuite le général Menou,. Celle-ci est annoncée à l'Institut d'Égypte récemment fondé au Caire, dans un courrier rédigé par Michel Ange Lancret, lui aussi jeune polytechnicien, membre de cet institut. Le rapport de Lancret est lu lors de la trente et unième réunion de l'Institut, le 29 juillet, soit quatre jours après que Bonaparte a vaincu les Ottomans à Aboukir. Pendant ce temps, Bouchard est missionné pour conduire la pierre au Caire, où il arrive vers le milieu du mois d'août et où la pierre jouit immédiatement d'un grand succès auprès des savants français. La découverte est signalée dans le no 37, daté du 15 septembre 1799, du Courier de l'Égypte, journal officiel de l'expédition française. Le journaliste anonyme qui rédige l'article décrit la stèle, raconte sommairement sa découverte, donne un résumé succinct de son texte et écrit : « Cette pièce offre un grand intérêt pour l'étude des caractères hiéroglyphiques, peut-être même en donnera-t-elle enfin la clef. » Une étude plus poussée est publiée par l'orientaliste et directeur de l'Imprimerie du Caire Jean-Joseph Marcel dans La Décade égyptienne, revue de l'Institut d'Égypte, en 1800. Il précise que l'écriture centrale « qui avait d'abord été annoncée comme syriaque, puis comme copte, est composée de […] caractères cursifs de l'ancienne langue égyptienne ». Il analyse le contexte de parution de la stèle, mais commet une erreur sur la date du décret et le nom du pharaon.
Il est rapidement décidé de procéder à des reproductions de la pierre. Le dessin s'avère insuffisamment précis pour une étude scientifique. Jean-Joseph Marcel invente l'autographie, qui consiste à enduire la pierre d'encre et l'appliquer sur du papier, en faisant en sorte que l'encre ne pénètre pas les caractères gravés, qui apparaissent ainsi en blanc sur fond noir et à l'envers sur le papier. Il tire des épreuves dès le 24 janvier 1800. Nicolas-Jacques Conté utilise une méthode inverse, la chalcographie, par laquelle ce sont les creux qui retiennent l'encre. Le texte imprimé apparait donc en noir, sur fond blanc, toujours à l'envers. Alire Raffeneau-Delile, lui, prend l'empreinte de la pierre par moulage. Le général Dugua ramène ces reproductions à Paris au printemps 1800.

Dessin publié dans la Description de l'Égypte (1809)
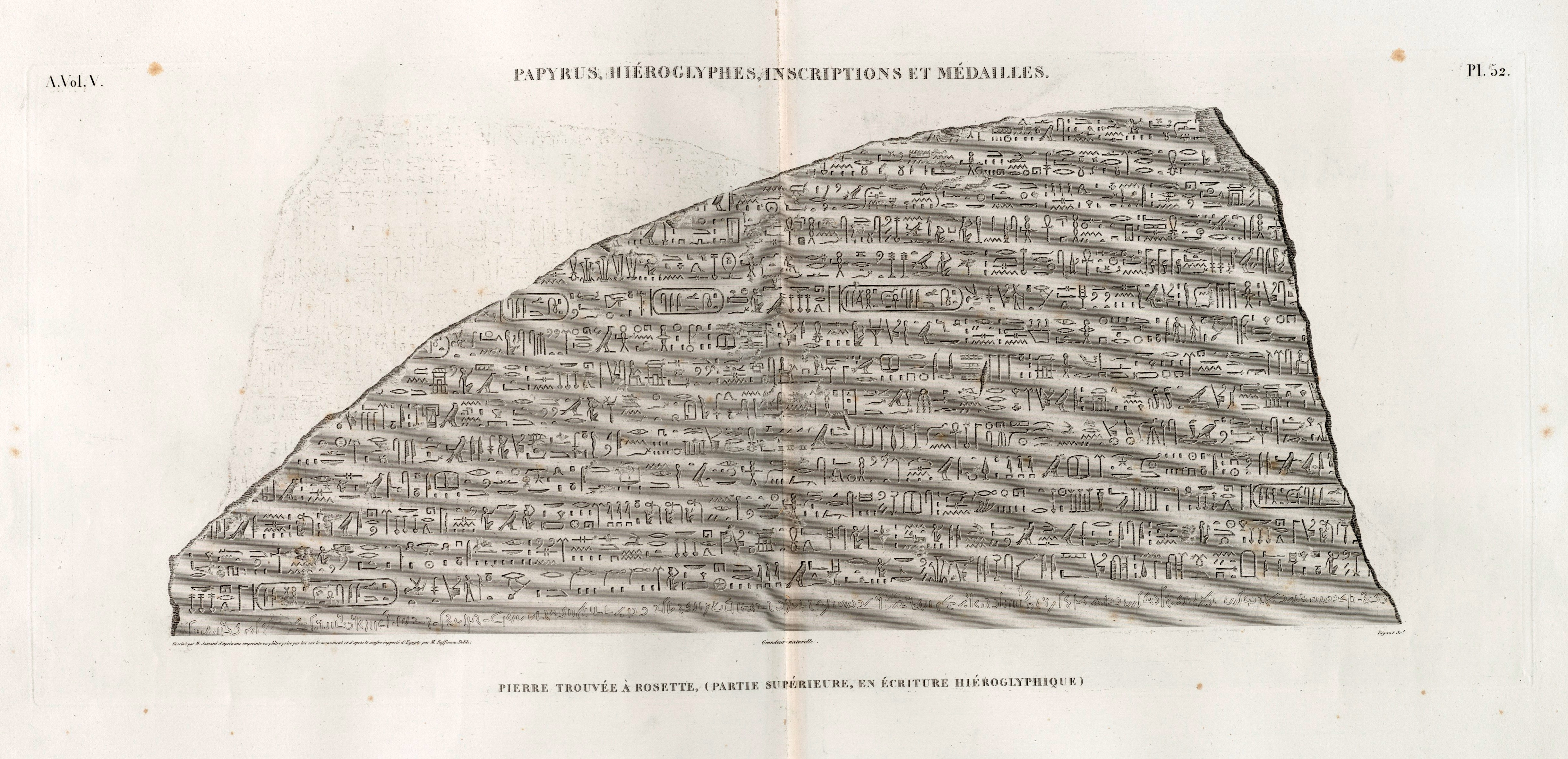
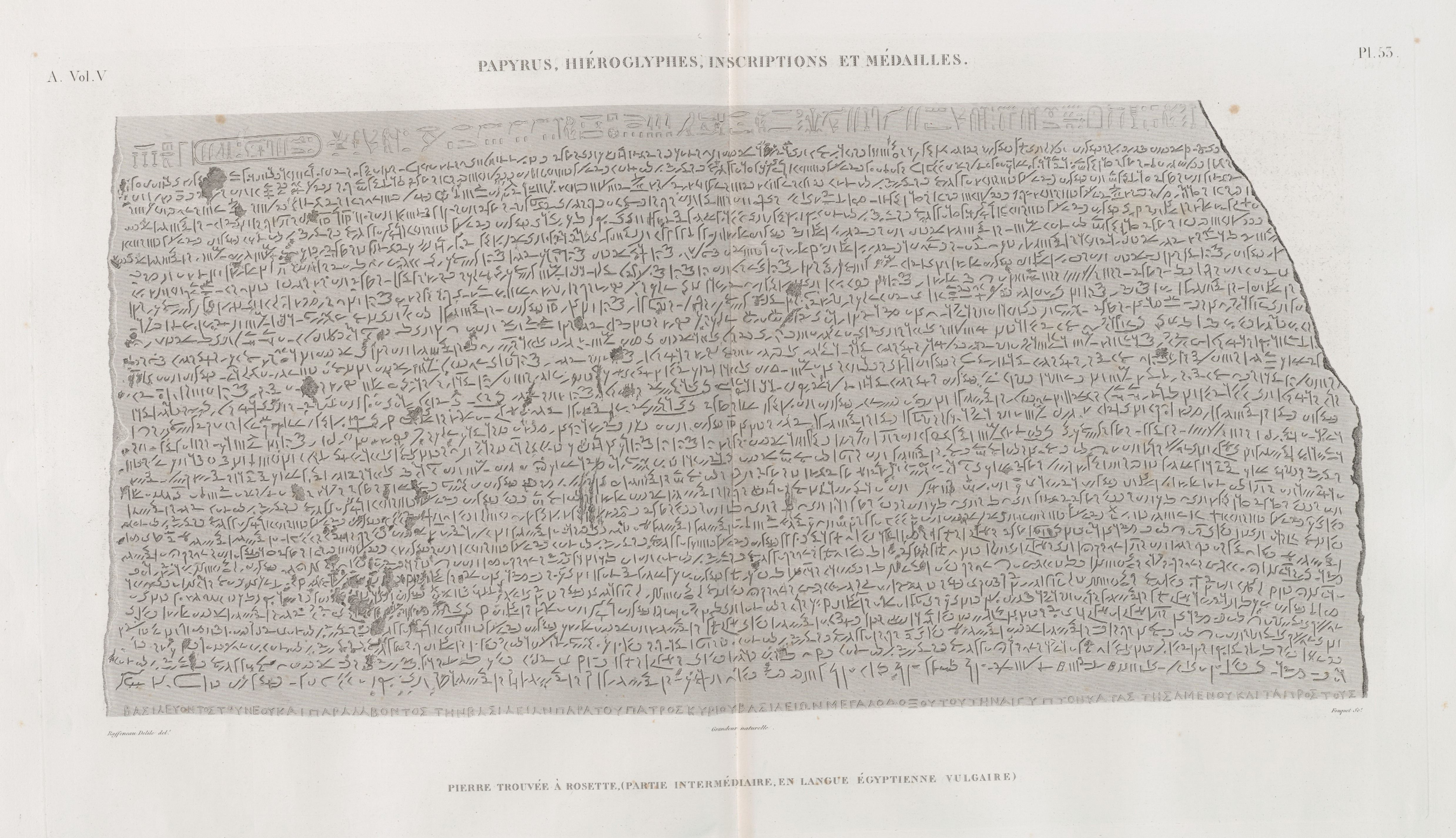
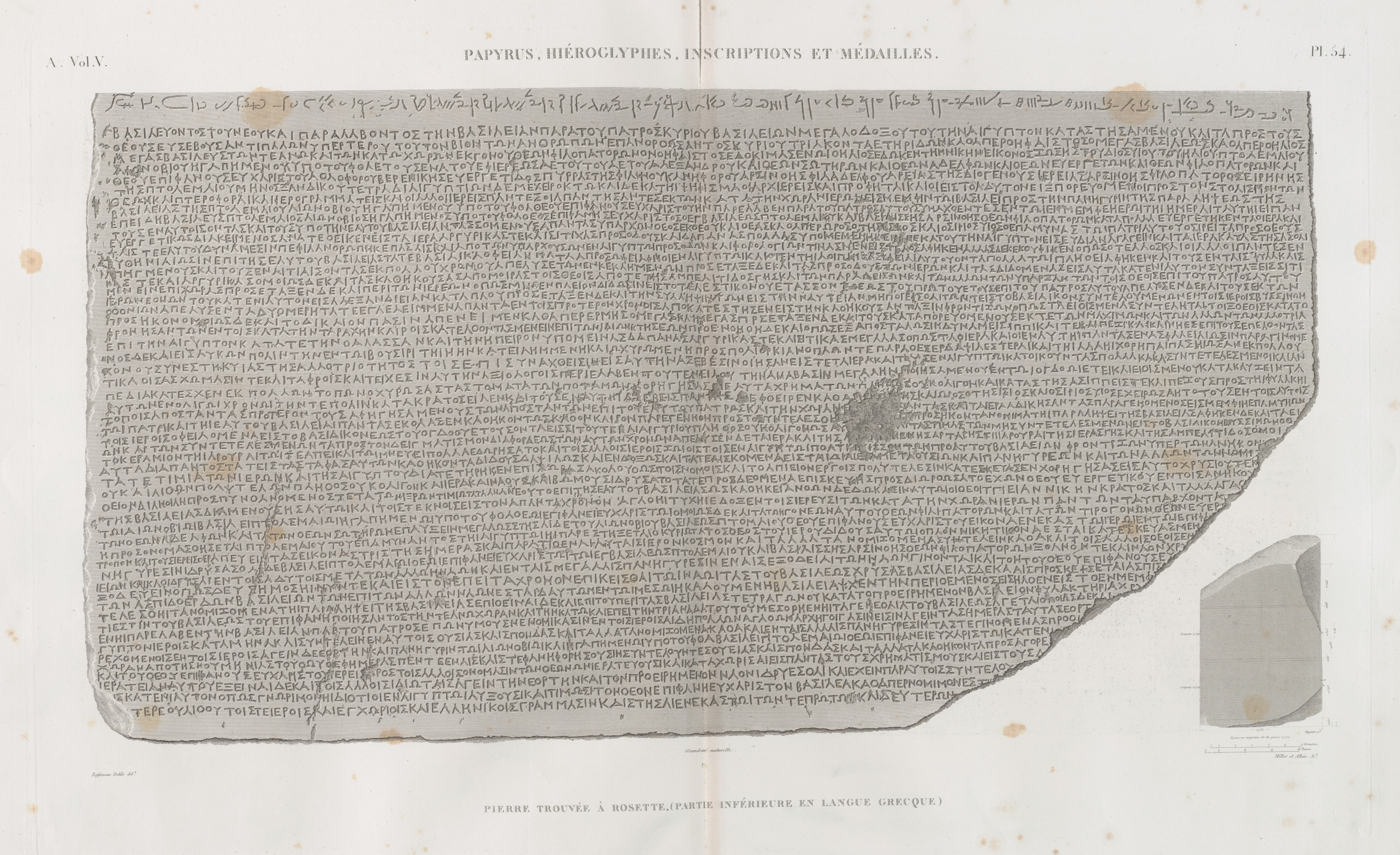
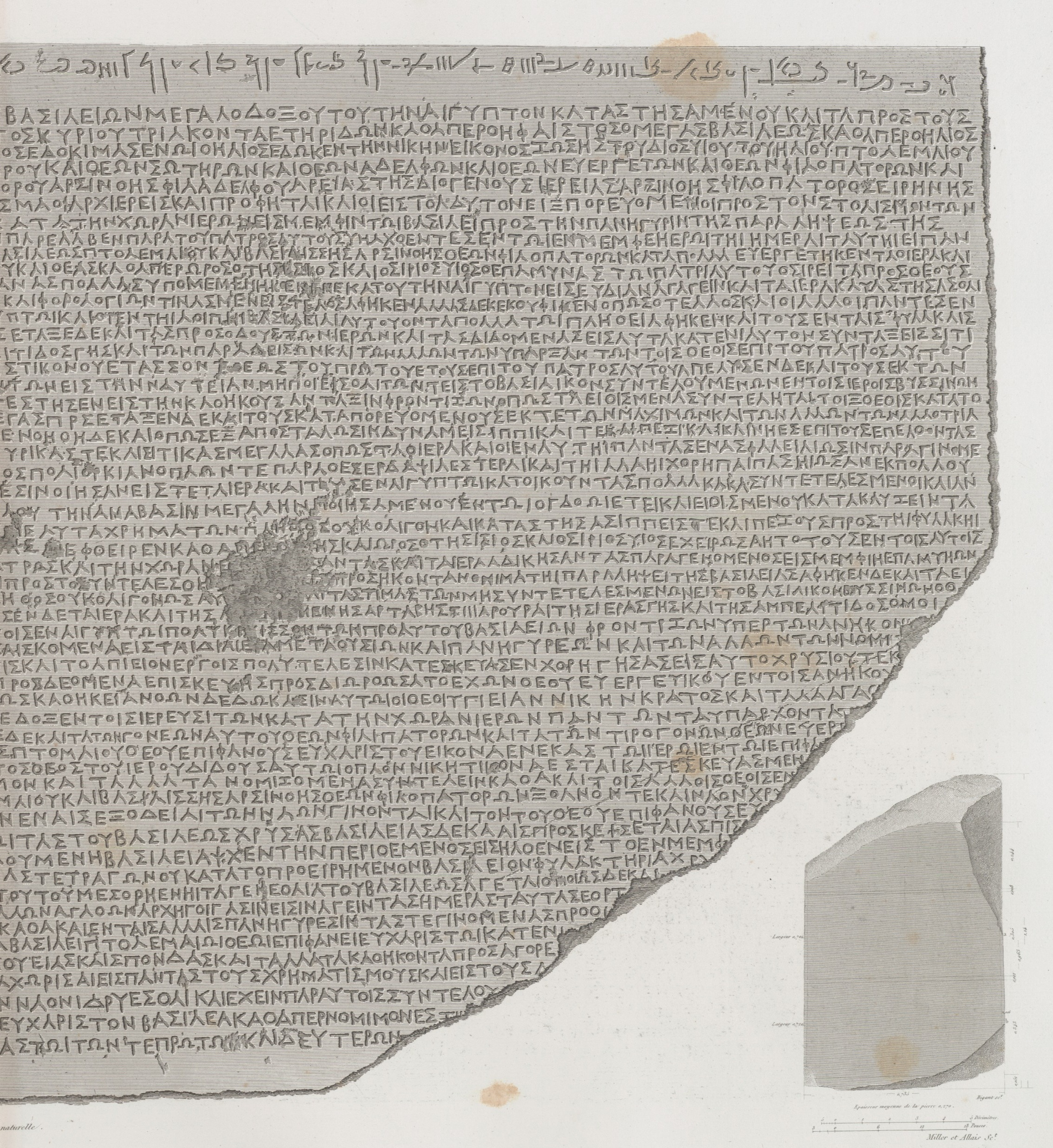

Entre-temps, Bonaparte a quitté l'Égypte, un traité de paix est signé par son successeur, Kléber, en janvier 1800. Les savants français partent pour Alexandrie, d'où ils doivent embarquer pour la France avec nombre de leurs découvertes, dont la pierre de Rosette. Ils sont dans un premier temps ralentis par une épidémie de peste, puis embarquent pour la France. Mais, avant que leur navire soit prêt à appareiller, les hostilités reprennent et, le 27 avril 1800, après avoir attendu à bord pendant un mois, ils reviennent à terre. Kléber est assassiné le 14 juin, c'est Menou qui lui succède. Après des défaites, il est contraint de capituler à Alexandrie, où il s'est retiré avec ses troupes, le 26 août 1801. Un traité d'armistice est rédigé, mais l'article concernant les antiquités égyptiennes est refusé par le général anglais John Hely-Hutchinson, car il stipulait que « les individus constituant l'Institut d'Égypte et la Commission des arts emporteront avec eux les papiers, plans, mémoires, collections d'histoire naturelle, et tous les monuments d'art et d'antiquité recueillis par eux ». S'ensuit une querelle épistolaire entre Menou et Hely-Hutchinson, soutenus chacun par leurs savants, pour la possession des objets recueillis par l'expédition française. Le ton monte, la pierre de Rosette étant l'objet principal des convoitises des deux camps. Les Français vont jusqu'à menacer de brûler ou de jeter à la mer les trésors qu'ils ont amassés. Un accord finit par être trouvé : les savants français peuvent conserver leurs notes et échantillons, mais les dix-sept objets les plus importants, dont la pierre de Rosette, deviennent possession de la Couronne britannique.

## Au British Museum
La pierre de Rosette accoste à Portsmouth au mois de février 1802. Elle est transférée à la Society of Antiquaries of London, à Londres. Les Anglais en font plusieurs copies qu'ils envoient aux plus prestigieuses universités européennes afin qu'elle puisse être étudiée. À la fin de l'année 1802, la pierre de Rosette est transférée au British Museum avec les autres pièces prises aux Français à Alexandrie.

## Déchiffrement

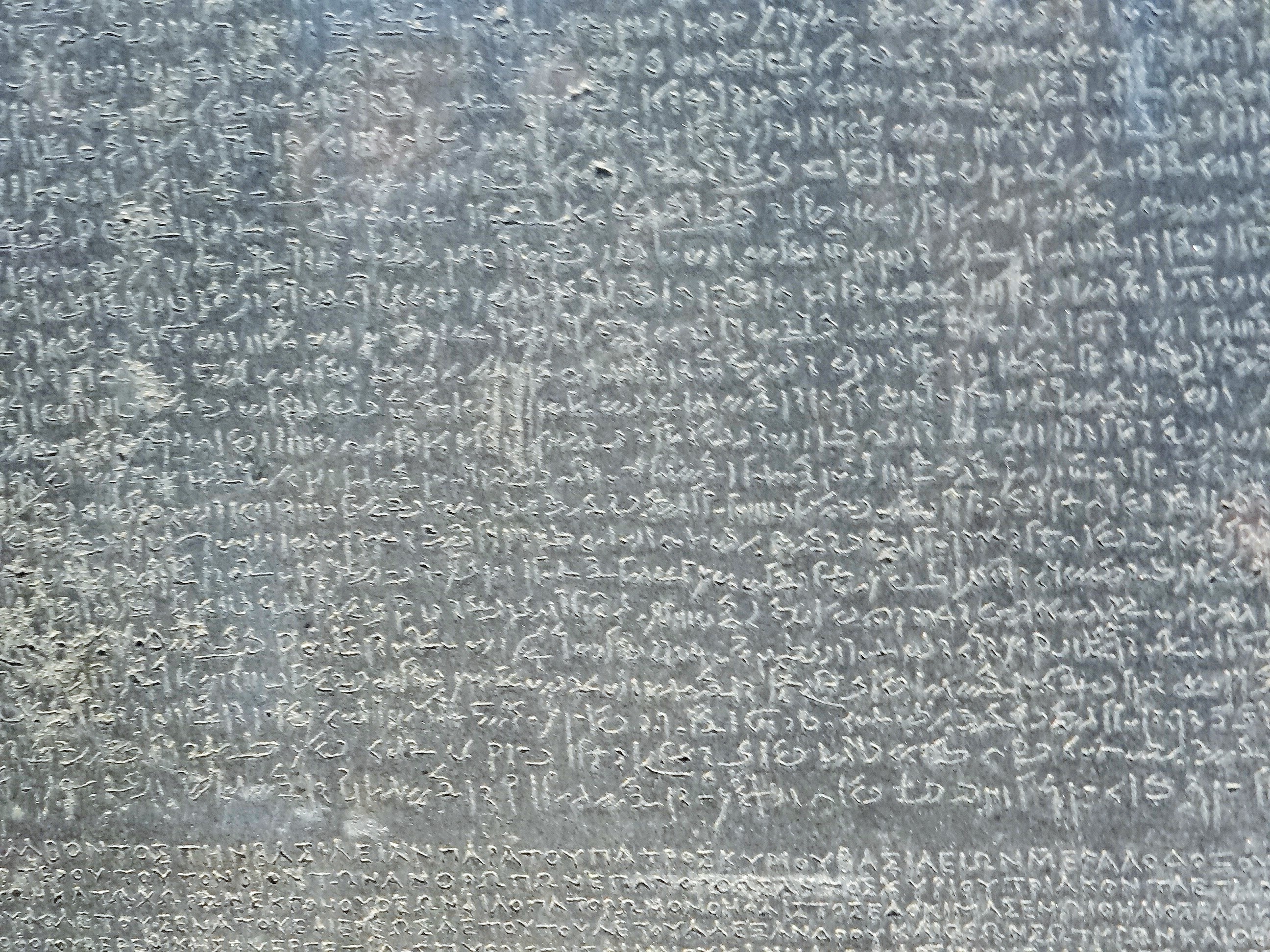
Pierre de Rosette (détail).

À l'époque de la découverte de la pierre de Rosette, la compréhension des hiéroglyphes égyptiens est perdue depuis la fin de l'Empire romain. Cet oubli s'est opéré en trois temps. L'usage des hiéroglyphes s'est peu à peu spécialisé de sorte que, dès le IVe siècle de notre ère, peu d'Égyptiens étaient capables de les lire. En 391, l'empereur romain Théodose Ier ordonne la fermeture des temples païens, ce qui porte un coup fatal à cette écriture sacrée. L'inscription hiéroglyphique la plus récente connue, trouvée à Philæ, le graffito d'Esmet-Akhom (en), est datée de l'an 394.
Dès l'Antiquité, les Grecs et les Romains s'intéressent aux hiéroglyphes, mais aucun des auteurs connus ne parle l'égyptien, malgré de nombreux cas avérés de bilinguisme. Ammien Marcellin et Plutarque insistent sur le caractère idéographique des hiéroglyphes. Hérodote, Diodore de Sicile, Apulée et Plutarque indiquent que les hiéroglyphes sont des signes sacrés. Le démotique est supplanté par le copte, qui conserve les principales caractéristiques de l'égyptien antique, mais est écrit en alphabet grec, au IIIe siècle, puis par l'arabe.
Au Ve siècle, Horapollon écrit les Hieroglyphica, un ouvrage expliquant les hiéroglyphes, qui est largement diffusé et fait autorité en Europe à la Renaissance. Les signes égyptiens y sont interprétés comme des symboles ésotériques. De nombreux intellectuels plus ou moins sérieux tentent de déchiffrer les hiéroglyphes, mais le premier à le faire avec méthode est Athanasius Kircher, au XVIIe siècle, qui commet lui aussi plusieurs erreurs, mais apporte une avancée importante : il affirme que le copte a pour origine l'ancienne langue égyptienne des hiéroglyphes. Les plus grands esprits, comme Isaac Newton, s'intéressent à ce mystère, mais sans grand succès et avec de nombreuses affirmations erronées ou fantaisistes.
Leibniz reconnaît le premier que les hiéroglyphes ont servi à écrire des textes historiques. Les avancées se font plus nombreuses au XVIIIe siècle : William Warburton avance que les Égyptiens ont utilisé une écriture utilisant des phonogrammes (des signes représentant des sons), ce qui est affirmé par Jörgen Zoega qui pense que les hiéroglyphes eux-mêmes peuvent contenir des phonogrammes ; Joseph de Guignes pense que les trois systèmes égyptiens d'écriture (démotique, hiéroglyphique et hiératique) servent à noter la même langue.

### Texte grec

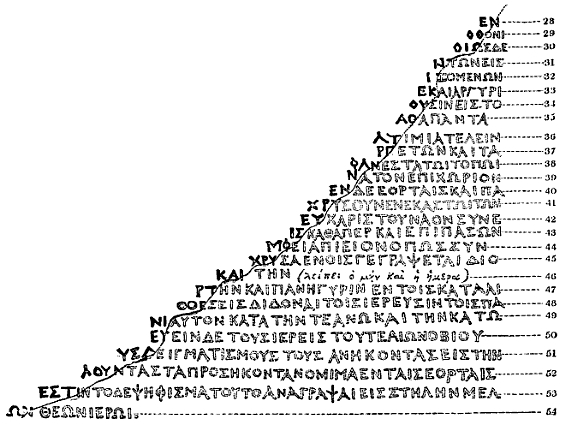
Reconstitution du texte grec manquant proposée par Richard Porson en 1803.

Le texte grec de la pierre de Rosette fournit un point de départ pour le déchiffrement des hiéroglyphes. Le grec ancien est bien connu des savants du XIXe siècle, mais les détails de son utilisation en tant que langage de gouvernement durant la période hellénistique ne le sont pas. Ainsi, les premiers traducteurs du texte grec de la pierre se heurtent à des difficultés liées au contexte historique et au jargon administratif qu'elle contient.
Dès 1800, Gabriel de La Porte du Theil, membre de l'Institut national, est chargé de la traduction à partir des copies amenées à Paris par le général Dugua. Il doit abandonner son travail et est remplacé par Hubert-Pascal Ameilhon, qui présente son étude à l'Institut le 6 janvier 1801. Il préfère attendre que la pierre arrive en France avant de publier ses résultats, afin de pouvoir les confronter à l'original, car il remarque des différences de graphie entre les copies. Après la défaite française, il se résout à publier des « Éclaircissements sur l'inscription grecque du monument trouvé à Rosette », qui contiennent le texte grec (avec des avertissements, car il a des doutes sur plusieurs lettres), une traduction « très littérale » en latin et une autre, « moins servile » (suivant ses propres mots), en français. Il faut attendre 1841 pour que Jean-Antoine Letronne publie une autre version française corrigeant les erreurs d'Ameilhon.
Entre-temps, le révérend Weston a présenté oralement une version anglaise du texte grec à la Society of Antiquaries, le 4 novembre 1802. Peu après, Christian Gottlob Heyne envoie une traduction en latin, assortie de remarques en français, à la Society. Les membres de la Society, au premier rang desquels Richard Porson, tentent de reconstituer la partie manquante. Plusieurs autres traductions en anglais paraissent, une autre en latin (1816), puis en allemand (1822) et en italien (1833).

### Texte démotique

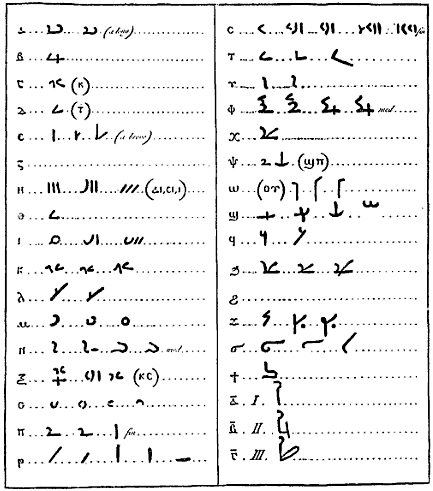
Table des caractères phonétiques démotiques de Johan David Åkerblad et leurs équivalents coptes (1802).

Antoine-Isaac Silvestre de Sacy, orientaliste français reconnu, maîtrise de nombreuses langues, dont des langues orientales comme l'arabe, l'hébreu, le syriaque… Il est professeur à l'École des langues orientales récemment créée. Ayant peu de goût pour les voyages, il n'a pas participé à l'expédition d'Égypte. En 1801, le ministre Chaptal lui demande d'étudier la pierre de Rosette. Silvestre de Sacy se penche sur le deuxième texte en essayant de repérer certains mots, dont les noms propres, pour les mettre en relation avec leurs équivalents en hiéroglyphes et en grec. Il en identifie plusieurs, mais commet aussi des erreurs. Il se décourage et abandonne, publiant dès 1802 une Lettre au citoyen Chaptal dans laquelle il expose ses résultats et dit espérer un meilleur succès aux savants qui lui succèderont.
Johan David Åkerblad a un profil presque opposé à celui de Silvestre de Sacy : diplomate suédois, il fait de nombreux voyages en Méditerranée et se met à étudier les langues orientales lorsqu'il est muté à Constantinople. Il s'intéresse particulièrement au copte. En poste à Paris, il suit les cours de Silvestre de Sacy. Celui-ci lui communique une copie de la pierre de Rosette. Deux mois plus tard, Åkerblad écrit une lettre à Silvestre, dans laquelle il critique les propositions de son professeur, propose à son tour le déchiffrement de plusieurs mots ainsi qu'un alphabet égyptien qu'il sait incomplet, mais espère corriger plus tard. Malgré ses avancées, Åkerblad commet l'erreur de croire que l'écriture égyptienne est entièrement phonétique.

### Hiéroglyphes
Silvestre de Sacy renonce finalement à travailler sur l'inscription, mais on lui doit une autre contribution. En 1811, incité par des discussions avec un étudiant chinois à propos de l'écriture chinoise, il prend en considération une suggestion faite en 1797 par Jörgen Zoega, selon laquelle les noms étrangers dans les inscriptions hiéroglyphiques égyptiennes pourraient être écrits phonétiquement. Il rappelle également que, dès 1761, Jean-Jacques Barthélemy avait eu l'intuition que les caractères hiéroglyphiques insérés dans des cartouches pouvaient être des noms propres. De même, en 1814, en réponse à une lettre de Thomas Young, secrétaire de la Royal Society de Londres, à propos de ses tentatives de déchiffrement du texte hiéroglyphique, Silvestre de Sacy suggère au savant britannique d'examiner les cartouches susceptibles de correspondre aux noms propres de l'inscription en grec et de tenter d'identifier, par comparaison entre les deux textes, des caractères phonétiques dans l'inscription hiéroglyphique.
C'est ce que fait Young, avec deux résultats qui, ensemble, ont ouvert la voie au déchiffrement final. D'abord, il découvre dans le texte hiéroglyphique les caractères phonétiques p t o l m e s (soit p t w l m y s dans le système de translittération actuel), correspondant au nom Πτολεμαίος / Ptolémaios du texte grec. Puis il note des ressemblances entre les hiéroglyphes et certains caractères du texte en démotique, relevant jusqu'à quatre-vingts similitudes entre les deux inscriptions : c'est une découverte importante, étant donné que l'on pensait jusque-là que les deux textes étaient entièrement différents l'un de l'autre. Young en déduit à juste titre que l'écriture démotique n'est que partiellement phonétique, également composée d'idéogrammes imités de l'écriture hiéroglyphique. Il consacre à cette nouvelle idée une part importante du long article « Égypte » auquel il contribue en 1819 dans l'Encyclopædia Britannica. Mais il ne peut aller plus loin.

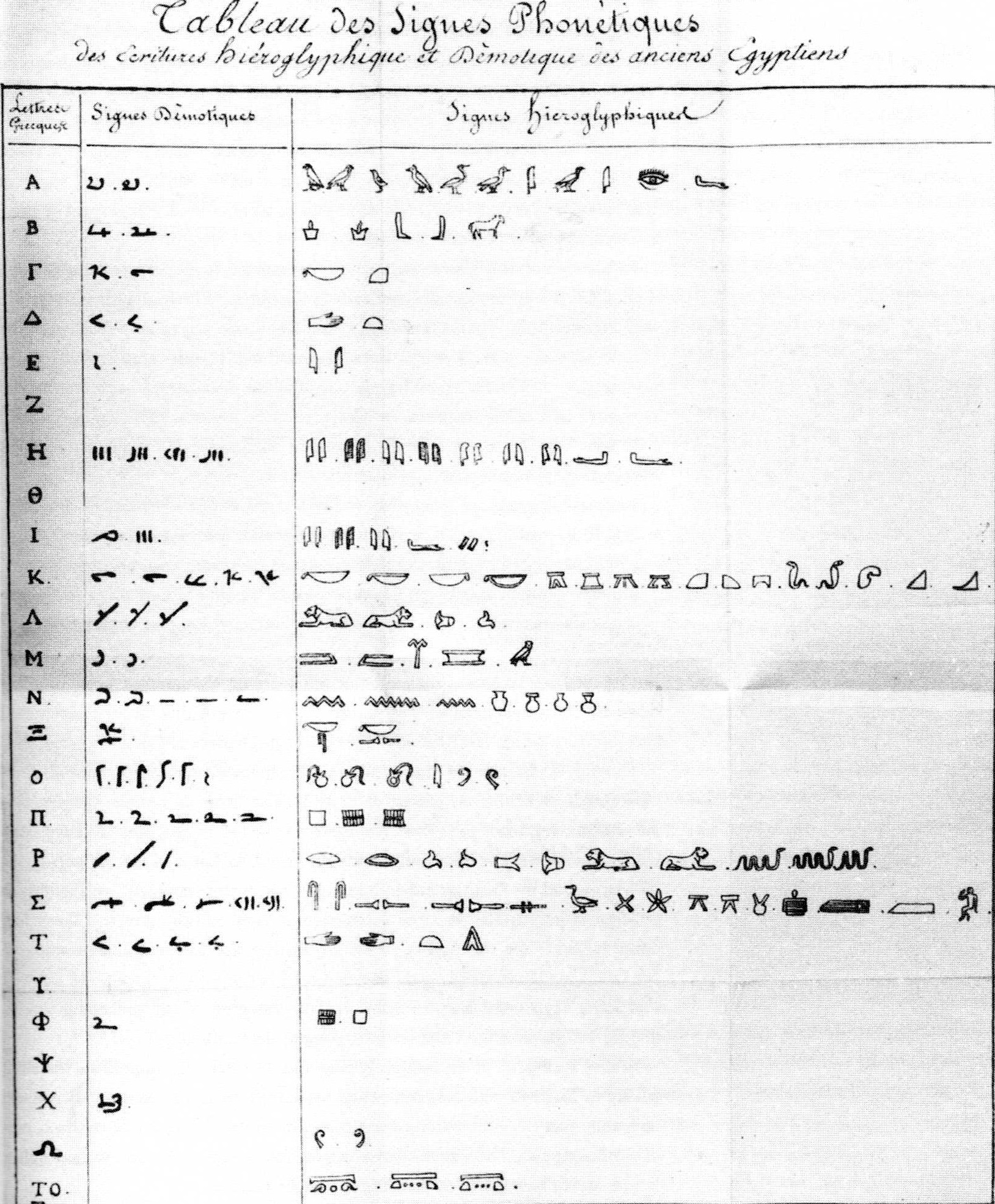
Tableau de Champollion, comparant des caractères hiéroglyphiques phonétiques et leurs équivalents en démotique et en copte (1822).

En 1814, Young a un premier échange de correspondance à propos de la pierre de Rosette avec Jean-François Champollion, professeur à Grenoble, qui vient de produire un ouvrage savant sur l'Égypte ancienne. C'est en 1822 que Champollion peut voir des copies des brèves inscriptions hiéroglyphiques et grecques de l'obélisque de Philæ, dans lesquelles William John Bankes avait tenté d'identifier les noms de Ptolémée et de Cléopâtre dans les deux langues. À partir de là, Champollion réussit à identifier les caractères phonétiques k l e o p a t r a (en translittération actuelle ql i҆ wp ꜣ dr ꜣ. T).
Sur cette base et avec les noms étrangers relevés sur la pierre de Rosette, Champollion construit rapidement un alphabet de caractères hiéroglyphiques phonétiques qui apparaît, tracé de sa main, dans sa Lettre à M. Dacier, adressée à la fin de 1822 à Bon-Joseph Dacier, secrétaire de l'Académie des inscriptions et belles-lettres et immédiatement publiée par l'Académie.
Cette Lettre marque la véritable percée vers la lecture des hiéroglyphes égyptiens, non seulement pour le tableau de l'alphabet et le texte qui l'accompagne, mais aussi pour son post-scriptum, dans lequel Champollion note que les caractères phonétiques semblent se correspondre non seulement dans les noms d'origine grecque, mais aussi dans les noms égyptiens. Au cours de l'année 1823, il confirme ces éléments en identifiant les noms des pharaons Ramsès et Thoutmôsis écrits dans les cartouches d'inscriptions hiéroglyphiques beaucoup plus anciennes qui avaient été copiées par Bankes à Abou Simbel et envoyées à Champollion par Jean-Nicolas Huyot. Dès lors, l'histoire de la pierre de Rosette et le déchiffrement des hiéroglyphes égyptiens se séparent, l'attention de Champollion étant attirée par de nombreux autres textes qui l'amènent à développer la première grammaire égyptienne antique et le dictionnaire hiéroglyphique, tous deux publiés après sa mort.

## Reproductions
Depuis 1802, elle est exposée au British Museum. Elle a toutefois été prêtée au Musée du Louvre dans les années 1980.
Pièce vedette du British Museum, la pierre de Rosette est déclinée en une foule d'objets dérivés.
Une immense reproduction (quatorze mètres par sept), sculptée dans du granite noir du Zimbabwe par Joseph Kosuth, ainsi que sa traduction en français sont accessibles au public sur la place des Écritures à Figeac.
Une reproduction de la pierre a été présentée du 22 avril 2009 au 4 avril 2010, au Musée de la civilisation de Québec, dans le cadre de l'exposition Fascinantes momies d'Égypte.
Deux reproductions de la pierre sont aussi exposées au sein du musée Champollion de Vif, en Isère : un estampage d'époque annoté par Jean-François Champollion, ainsi qu'une reproduction taille réelle de la pierre insérée dans un théâtre d'optique,.

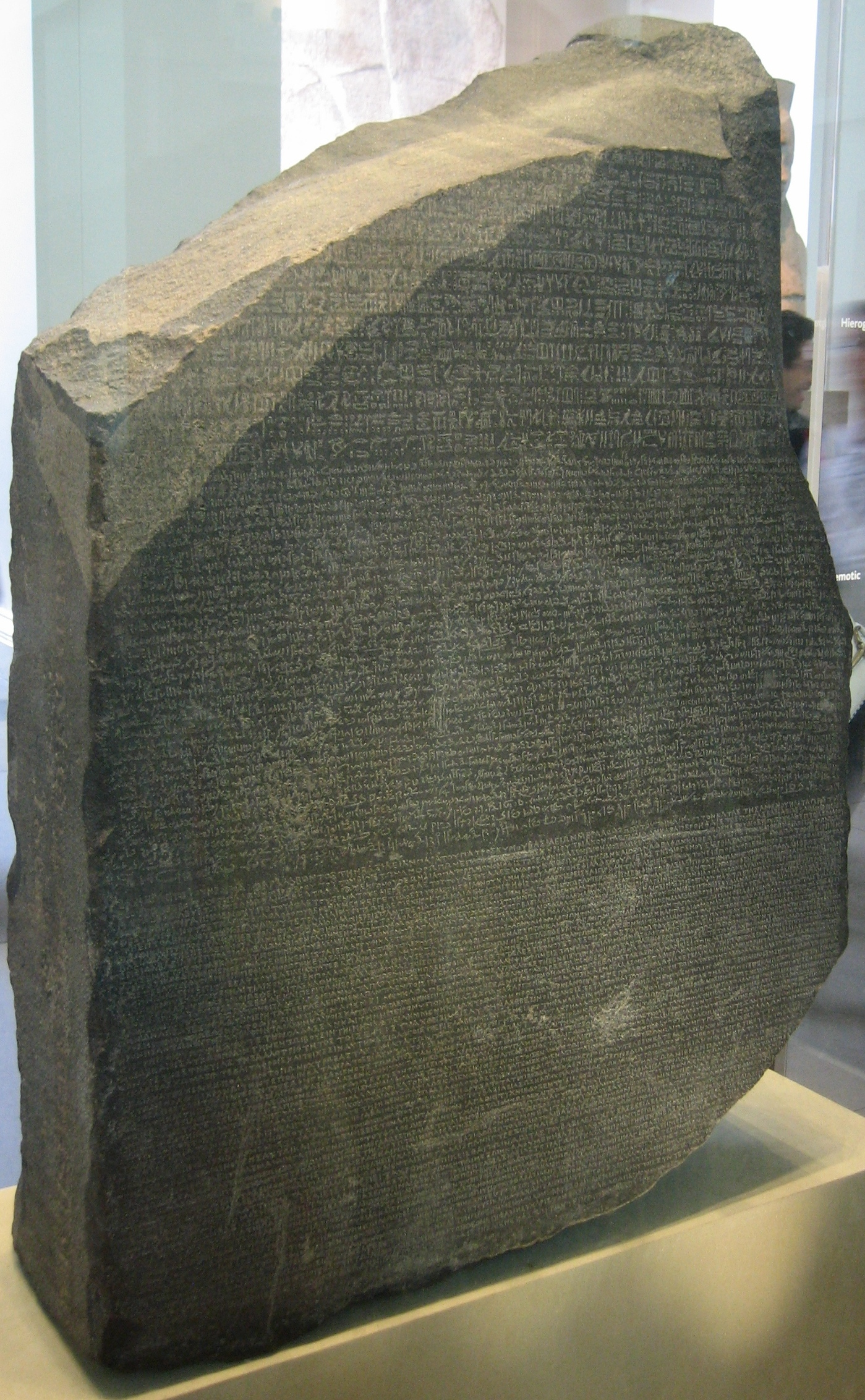
La pierre de Rosette au British Museum en 2008.
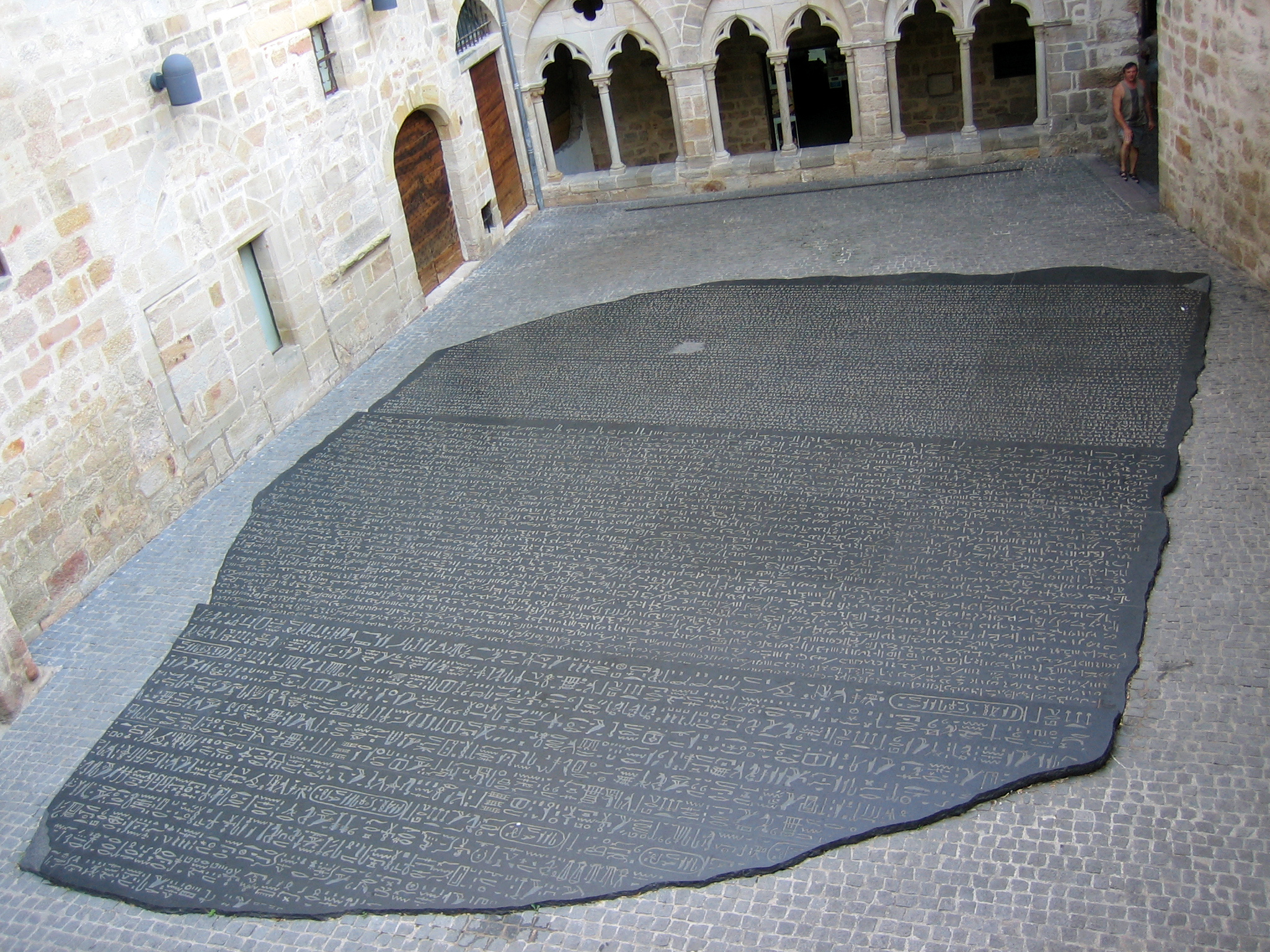
Reproduction de la pierre de Rosette sur la place des Écritures de Figeac.
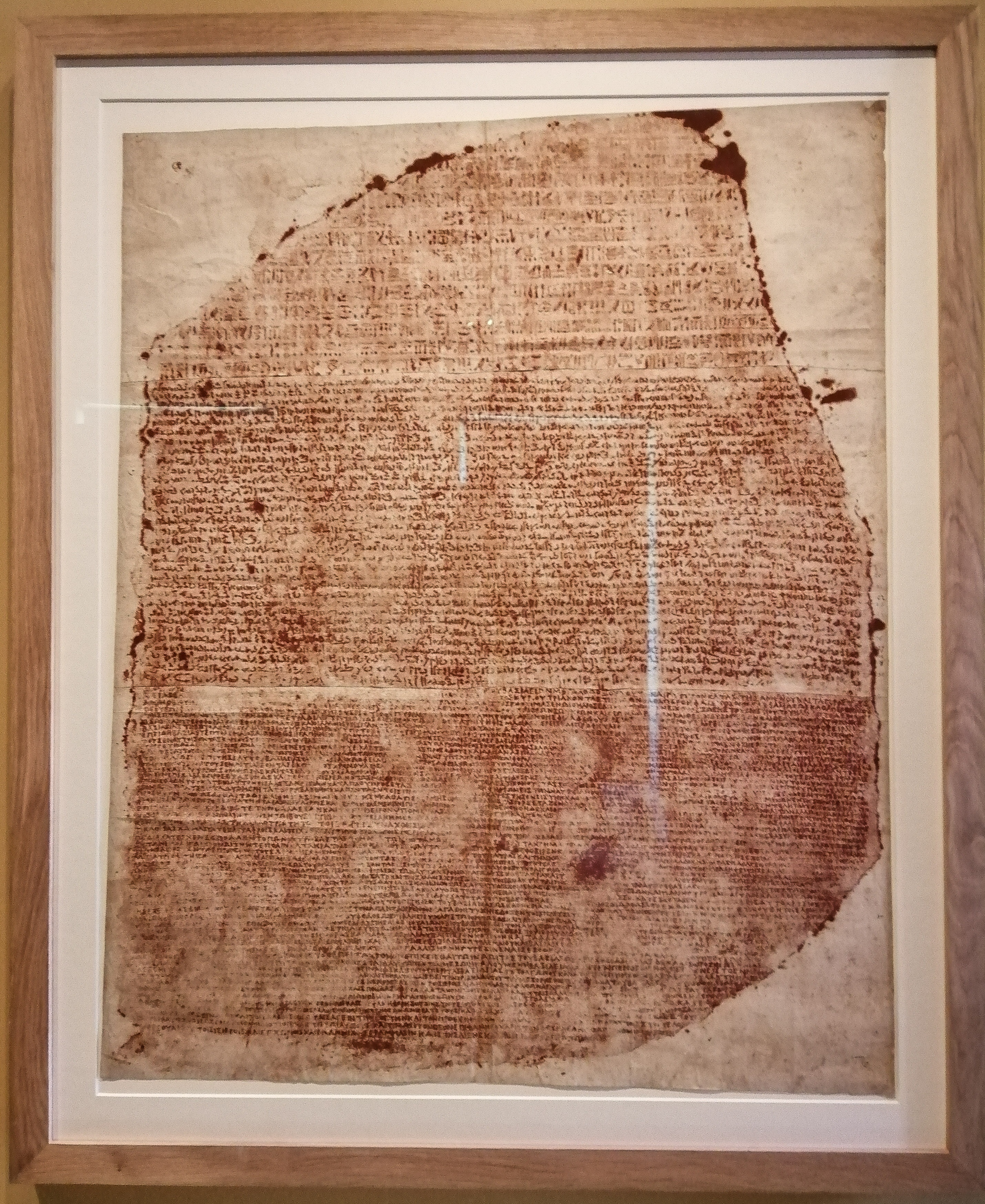
Estampage de la pierre de Rosette au Musée Champollion de Vif.
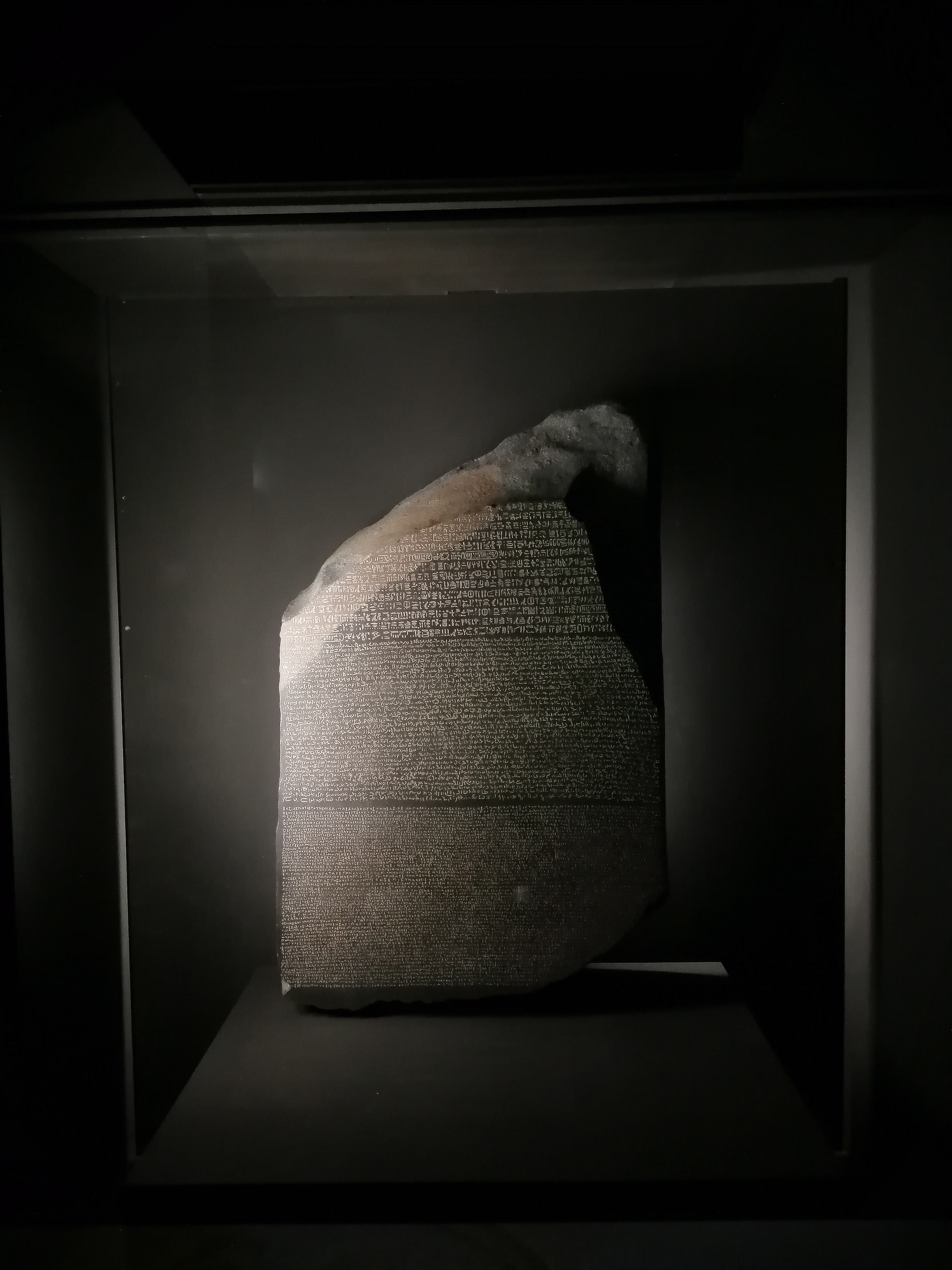
Reproduction de la pierre de Rosette dans un théâtre d'optique au Musée Champollion.

## Demandes de rapatriement en Égypte
L'Égypte a d'abord demandé le retour de la pierre de Rosette en juillet 2003, à l'occasion du 250e anniversaire du British Museum. Zahi Hawass, le chef du Conseil suprême des antiquités égyptiennes, a demandé que la stèle soit rapatriée en Égypte, commentant qu'elle était « l'icône de notre identité égyptienne ».
En 2005, le British Museum a présenté à l'Égypte une réplique grandeur nature de la stèle. Celle-ci a d'abord été exposée dans le nouvellement rénové Musée national Rashid, près du site où la pierre a été trouvée. En novembre 2005, Hawass a proposé un prêt de trois mois de la pierre de Rosette, tout en réitérant l'objectif éventuel d'un retour permanent. En décembre 2009, il abandonne la possibilité d'un prêt du British Museum à cause des demandes de précisions sur la sécurité du bâtiment et demande une nouvelle fois la restitution de la pierre de Rosette. Ces demandes ont été refusées.

## Utilisation
La mission européenne d'exploration cométaire a été nommée Rosetta en référence à la pierre de Rosette, car la mission, en explorant la comète 67P/Tchourioumov-Guérassimenko qui faisait office de pierre de Rosette, était censée déchiffrer les premières traces de l'évolution du système solaire, comme Champollion décrypta, à travers les hiéroglyphes, les premiers témoignages de la civilisation égyptienne antique.